# Marie-Éléonore de Solms-Lich
Marie-Éléonore de Solms-Lich (en allemand Maria Eleanore zu Solms-Hohensolms, né le 16 décembre 1632 à Hohensolms ; décédée le 12 août 1689 à Cologne), est gravine de Solms-Lich (de) et, par mariage, landgravine de Hesse-Rheinfels-Rothenbourg (de) et de Hesse-Eschwege (de).
Elle est la fille, le dixième enfant, du comte Philippe-Reinhard Ier de Solms-Hohensolms (de) (1593-1636) et de son épouse, la comtesse Élisabeth-Philippine de Wied (1593-1635), fille du comte Guillaume IV de Wied (bg) (1560-1612) et de la comtesse Jeanne-Sibylle de Hanau-Lichtenberg (1564-1636).

## Descendance
Marie-Éléonore épouse en juin 1647 à Francfort le landgrave Ernest Ier de Hesse-Rheinfels-Rothenbourg (de) (1623-1693), et, à partir de 1655, landgrave de Hesse-Eschwege (de). À partir de 1649, ils résident au château de Rheinfels. Le 6 janvier 1652 à Cologne, ils deviennent catholiques. Ils ont deux enfants:
- Guillaume (1648–1725), landgrave de Hesse-Rothenbourg
- Charles (1649–1711), landgrave de Hesse-Wanfried